# Probiotic

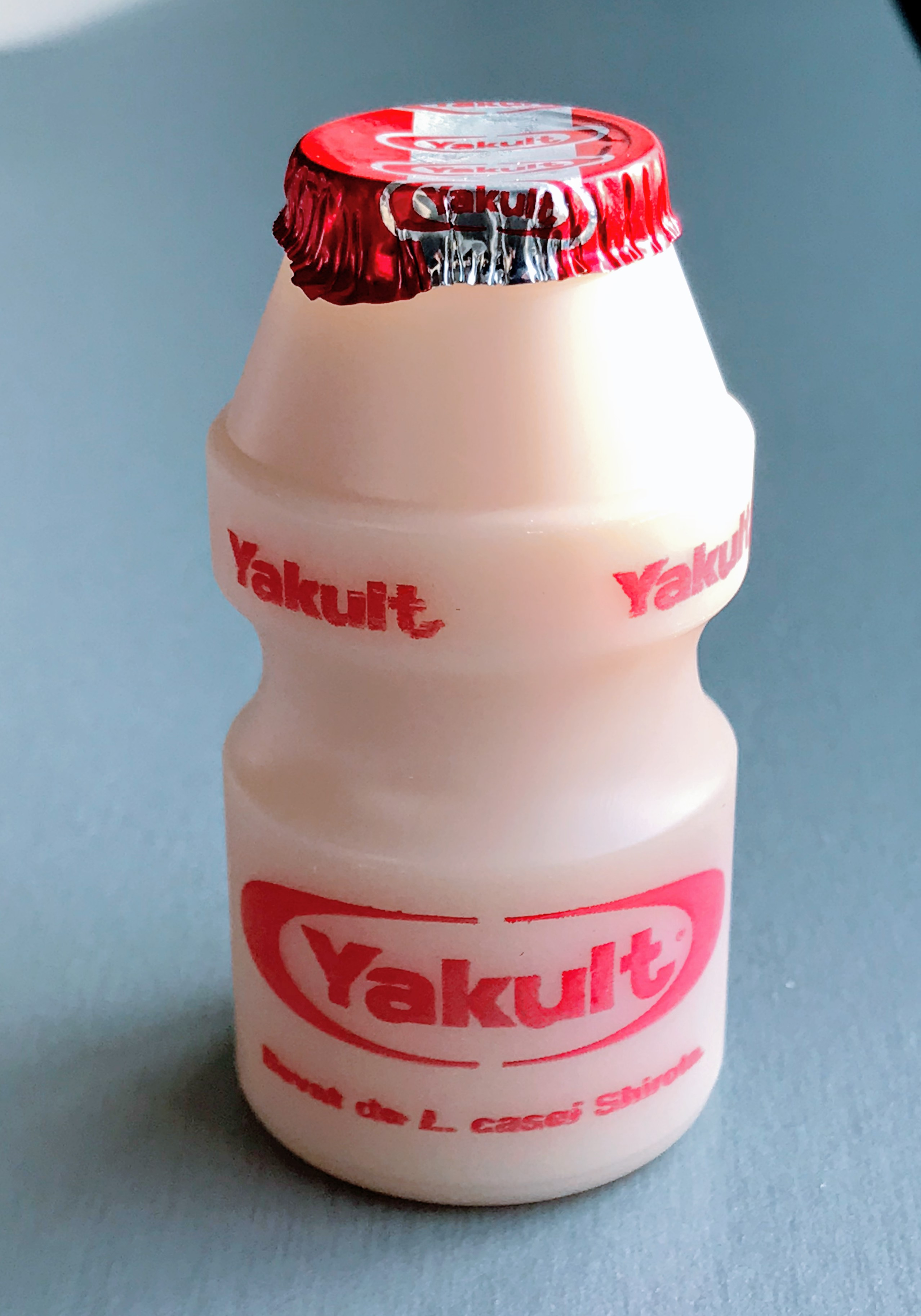
Un recipient cu Yakult, o băutură probiotică de origine japoneză ce conține culturi de Lactobacillus paracasei

Probioticele sunt microorganisme care oferă efecte benefice în momentul în care sunt consumate prin alimentație, având un efect de îmbunătățire a unor simptome digestive și de refacere a florei intestinale benefice pentru organism. Probioticele pot fi utilizate în siguranță pentru consumul uman, însă în unele cazuri pot produce manifestări sau interacții nedorite. 
În anumite studii clinice, unele probiotice s-au dovedit a fi folositoare în tratamentul unor condiții medicale specifice, cum ar fi diareea indusă de tratamentul cu antibiotice la copii și infecțiile cauzate de Clostridium difficile la adulți. O problemă legată de consumul oral de probiotice este faptul că acestea pot fi inactivate de mediul puternic acid al stomacului. De aceea, începând cu anii 2010, au fost formulate diverse tehnici de micro-încapsulare pentru rezolvarea acestor probleme.
Organizația Mondială a Sănătății (OMS) și FAO subliniază că efectele probioticelor sunt specifice fiecărei tulpini, iar beneficiile demonstrate într-un studiu nu pot fi extrapolate automat la alte tulpini. 

## Alimente
Culturile vii de probiotice se regăsesc în diverse produse lactate fermentate și alte produse alimentare fermentate.
Unele produse fermentate care conțin bacterii producătoare de acid lactic sunt: murăturile, kimchi, pao cai, și varza murată; produsele derivate din soia precum tempeh, miso, și sosul de soia; și produsele lactate precum iaurtul, kefirul, și laptele bătut.